# Aphis nevskyi
Aphis nevskyi är en insektsart. Aphis nevskyi ingår i släktet Aphis och familjen långrörsbladlöss. Inga underarter finns listade i Catalogue of Life.